# Märkisches Museum (metropolitana di Berlino)
La stazione di Märkisches Museum è una stazione della metropolitana di Berlino, sulla linea U2. È posta sotto tutela monumentale (Denkmalschutz).
Prende nome dal vicino Märkisches Museum.

## Storia
La stazione, originariamente denominata «Inselbrücke», venne costruita come parte della tratta dalla stazione di Spittelmarkt a quella di Alexanderplatz, attivata il 1º luglio 1913.
Il 1º giugno 1935 la stazione assunse la nuova denominazione di «Märkisches Museum».

## Interscambi
- Fermata autobus